# 米仲買
米仲買（こめなかがい）とは、江戸時代に米の生産者と米問屋、米問屋と小売商を仲介する仲買業務を扱う商人のこと。ただし、地域によって米市場のあり方に差異があり、米問屋と米仲買が分離している地域と分業が成立しなかった地域があった。

## 概要
江戸には河岸八町米仲買と脇店八ヵ所米屋があった。前者は米河岸のあった本船町・伊勢町・小網町・小舟町・堀江町に属する8つの町にあり、大坂方面や関東近辺から江戸に入ってきた米を扱う米問屋（下り米問屋）や旗本の蔵米を扱う札差から米を買い付けていた。後者は米河岸の周辺（脇町）にあり、前者もしくは米問屋（関東米穀三組問屋）・札差から米を買い付けて舂米屋と呼ばれた小売商に販売した。また、地廻米穀問屋と呼ばれる米問屋と兼営している例も多かった。
大坂では堂島米会所にて帳合米商を行う資格を有する者を米仲買と称した。蔵屋敷から払いだされる蔵米は堂島米仲買が独占的に買い付けることが出来、江戸など他地域の米問屋に蔵米を転売することが行われた。
天領で帳合米商が許されていたのは大坂と大津のみで江戸の米仲買は正米商しか扱えなかった。だが、大名の所領であった都市、酒田や松阪、桑名などでは帳合米商が許され、これらの土地においては米仲買が活躍していた。明治以後の法制では米問屋と米仲買は一括して「米穀卸売業」と称されるようになった。